# Leopoldo Castilla
Leopoldo "Teuco" Castilla ( n. Salta, Argentina 27 de marzo de 1947) es un escritor, poeta y ensayista argentino.

## Biografía
En 1976 se exilió en España, perseguido por la dictadura militar. Allí ejerció como periodista y titiritero. Actualmente vive en Buenos Aires. Sus poemas hacen referencia a su tierra natal, a las añoranzas del emigrante, y a sus viajes por un sinfín de países y regiones del mundo.
Fue invitado por la Unión Soviética para escribir un libro que la Editorial Progreso de Moscú publicó en 1990 con el título Diario en la Perestroika. También es autor de Nueva poesía argentina (Madrid, Editorial Hiperión, 1987), Poesía argentina actual (Estocolmo, Editorial Siesta, 1988) y El cantar del Catatumbo (Crónicas de la Venezuela Bolivariana) (Buenos Aires, Argentina, Desde la gente, 2014).
Con su hermano Gabriel Castilla publicó Cuentos y dibujos de los niños de Castilla-La Mancha, editado por la Junta de Comunidades de esa región española en 1995 y Manuel J. Castilla, Crónica bibliográfica (Fondo Editorial de la Secretaría de Cultura de la Provincia de Salta y EUDEBA, Buenos Aires, Argentina, 2018). También es autor de canciones del folklore argentino y de obras para teatro de títeres.
En 1999 publicó El árbol de la copla (Buenos Aires, Ediciones del Instituto Movilizador de Fondos Cooperativo). Poesía suya fue traducida al inglés, francés, alemán, italiano, sueco, portugués, chino, turco, macedonio y ruso. Sobre su cuento “La Redada” se filmó el largometraje homónimo dirigido por Rolando Pardo. 
Recibió premios nacionales e internacionales. Fue condecorado en la Universidad de Carabobo de Venezuela por el conjunto de su producción. En su país el Primer Premio Municipal de Poesía de la Ciudad Autónoma de Buenos Aires, bienio 1998-1999; el Primer Premio de Poesía año 2000 del Fondo Nacional de las Artes; En 2003, Libro de Oro del año instituido por Fundarte por Libro de Egipto; en 2013 el Premio Esteban Echeverría, con el voto de escritores de toda la Argentina; en 2014 el Premio Konex, el Premio Rosa de Cobre de la Biblioteca Nacional por toda su trayectoria y el Premio Internacional de Poesía Víctor Valera Mora que otorga el Centro de Estudios Latinoamericanos Rómulo Gallegos de Venezuela. La Academia Argentina de Letras distinguió Tiempos de Europa, como el mejor libro de poesía publicado en el trienio que va desde 2013 al 2015 y recientemente fue galardonado por toda su obra con el Gran Premio de Honor de la Fundación Argentina para la Poesía año 2018. En 2019 fue declarado Miembro de Honor de la Academia Nacional del Folklore y en el 2020 recibió el Premio Carlos de Honor de la Ciudad de Carlos Paz, Córdoba por su trayectoria literaria y en defensa de la naturaleza.

## Obras
Entre los libros de poesía de su autoría se cuentan:
- El espejo de fuego (Salta,  Argentina, edición del autor, 1968)
- La lámpara en la lluvia (Salta, edición del autor, 1971)
- Generación terrestre (Salta, edición de la Dirección de Cultura, 1974)
- Versión de la materia (Madrid, Editorial Estaciones, 1982)
- Campo de prueba (Buenos Aires, Libros de Tierra Firme, 1985)
- Teorema Natural (Madrid, Hiperión, l991; con una segunda edición en Valencia, Venezuela, de la Universidad de Carabobo en 2008 y una tercera en Buenos Aires, editada por Hilos en 2013).
- Baniano (Madrid, Editorial Verbum, 1995)
- Antología Poética (Buenos Aires, Fondo Nacional de las Artes, 2001)
- Nunca (Buenos Aires, Último Reino, 2001)
- Libro de Egipto (Buenos Aires, Último Reino, 2003)
- Línea de fuga (Buenos Aires, Ediciones El Mono Armado, 2004)
- Bambú (Buenos Aires, Ediciones El Mono Armado, 2004)
- El Amanecido (Buenos Aires, Ediciones El Mono Armado, 2005)
- Antología Poética (Caracas, Monte Ávila, 2008)
- Le Voleur de Tombes (París, L´Oreill du Loup, 2009)
- Manada (Buenos Aires, Ediciones El Mono Armado, 2009; segunda edición traducida al francés por Cristina Madero y Stephane Chaumet  y editada en París por la editorial Al Manar, 2015)
- Coirón ( Buenos Aires, Ediciones del Zorrito, 2011 )
- Guarán ( Salta, Ediciones Cornejo Araoz, 2012 )
- Anzoología (Santiago del Estero, Secretaria de Cultura de la Provincia de Santiago del Estero, 2012- Segunda edición, Ediciones Nudista, Buenos Aires, 2016)
- Gong, Canto al Asia (Buenos Aires, La Letra Impar, 2012; con una segunda edición en Caracas, Venezuela, en la Fundación del Centro de Estudios Latinoamericanos, en 2014 y una tercera en Bogotá, Colombia , en Uniediciones, 2018. Este libro incluye en su primera aparición al libro Durián)
- Tiempos de Europa (Buenos Aires, El Suri Porfiado, 2014)
- Viento Caribe (Caracas, PDVSA, Petrocaribe y editorial Tesalia, 2015, traducido al inglés por Lorena Wolfman y al francés por Stephane Chaumet- Segunda edición, Ediciones Nudista, Buenos Aires, 2016 )
- Poesón (al universo) (Buenos Aires, El Suri Porfiado, 2016)
- Era el único planeta que cantaba, Antología poética (Madrid, Editorial Visor, 2016)
- Nacer incendia, Antología Poética (Lima, Perú, Summa, 2016)
- Ngorongoro (Córdoba, Ediciones Nudista, 2017)
- La tienda de los milagros (antología personal) (La Paz, Bolivia. Editorial Plural,2017)
- El caminante (antología poética) (Quito, Ecuador, El ángel editor,2018)
- Paralelo al paraíso (antología poética) (Bogotá, Colombia, Caza de libros editores,2018)
- Baltasar (Córdoba, Nudista, 2018)
- Il pendolo del mondo (antología poética) (Rimini, Italia, Raffaelli Editore, 2018)
- El ejército de terracota (plaqueta) (Nueva York, USA, Pen Press, 2019)
- Ciego en una jaula de mariposas (edición de homenaje al autor, con poemas suyos y pinturas originales de Gabriela Aberastury y Mariano Cornejo en Salta, Ediciones Cornejo Aráoz, 2019)
- El don del alabado (Córdoba, Nudista, 2019)
- La última piel del mundo (Córdoba, Argentina, Nudista, 2019)

En el género de la narrativa ha publicado los siguientes libros de relatos:
- Odilón (Salta, edición de la Dirección  de Cultura, 1975)
- La luz Naranja (Soria, edición de la Diputación de Soria, 1984)
- La Canción del Ausente (cuentos) (Rosario, Santa Fe, Ciudad Gótica, 2006; con una segunda edición que incluye poemas editada en Buenos, Argentina, por Desde la gente en 2010)
- El Arcángel (novela) (Buenos Aires, Catálogos, 2007; con una segunda edición en Bogotá, Colombia, Uniediciones, 2019)
- La redada

## Premios y distinciones
Recibió premios nacionales e internacionales.
- Primer Premio de Poesía de la Ciudad de Buenos Aires
- Primer Premio de Poesía del FNA
- Premio Esteban Echeverría. Condecorado por su trayectoria por la Universidad de Carabobo, Venezuela.
- Premio Konex 2014: Poesía: Quinquenio 2004 - 2008[3]
- Premio Literario Academia Argentina de Letras 2016[4]
- Es designado Miembro de Honor de la Academia Argentina de Folklore en 2019* Premio Carlos de Honor otorgado el 2020 por la ciudad de Carlos Paz de Córdoba por su trayectoria literaria u en defensa de la natutaleza